# Гарнитура (типографика)
Гарниту́ра в типографике — комплект шрифтов общего одного рисунка, но разных размеров (кеглей) и начертаний (прямого, светлого и других), и имеющих определённое название. 
Набор из одного или нескольких шрифтов в одном или нескольких размерах и начертаниях, имеющих стилевое единство рисунка и состоящих из определённого набора типографских знаков. Гарнитура обычно содержит алфавитно-цифровые и пунктуационные знаки и специальные символы. Также существуют гарнитуры, целиком состоящие из неалфавитных символов — например, содержащие математические или картографические знаки. Термин «гарнитура» часто смешивают с термином «шрифт», значения этих слов были более различимы до появления настольных издательских систем. Различие между терминами состоит в том, что шрифт определяет свойства конкретного члена семейства шрифтов, например, полужирное или курсивное начертание, в то время как гарнитура определяет согласованный стиль семейства шрифтов.

## Этимология
Русское слово гарнитура, в значении комплекта типографских знаков общего рисунка, того же происхождения что и гарнитур — из немецкого garnitur (ж.) «гарнитура шрифта». Слово гарнитур (м.), гарнитура (ж.) в русский язык попало во времена Петра I через заимствование из немецкого garnitur (ж.) «набор, комплект», которое также происходит от французского garniture «снаряжение, набор». В литературе распространено указание только на французскую основу.

## Анатомия шрифтовых гарнитур
Различают основные группы шрифтов: текстовые и акцидентные шрифты. Эти две группы разветвляются на множество подгрупп. Каждая гарнитура имеет своё наименование. Разработка гарнитур — сложная и трудоёмкая работа.
Типографы разработали сложный словарь, описывающий многочисленные особенности шрифтов и типографики. Некоторые из его понятий применимы не ко всем
письменностям. Так, например, «засечки», которые являются чисто декоративными элементами в шрифтах европейских письменностей, могут быть похожи на детали арабских или восточно-азиатских знаков (такие как толщина штрихов), однако последние могут нести смысловую нагрузку, и их неверно называть засечками.

### Засечки
Гарнитуры можно разделить на две основные категории: с засечками (антиква и брусковые шрифты) и без засечек (гротески). Засечки представляют собой небольшие элементы на концах штрихов букв. В полиграфии шрифты без засечек также называют гротесками (нем. Grotesk от итал. grottesco).
Существует большое разнообразие шрифтов как с засечками, так и без них. Обе группы содержат как гарнитуры, разработанные для набора больших объёмов текста, так и предназначенные в основном для декоративных целей. Наличие или отсутствие засечек является лишь одним из многих факторов, которые учитываются при выборе шрифта.
Часто полагают, что в длинных текстах легче читать шрифты с засечками, чем без них. Исследования этого вопроса дают неоднозначные результаты, давая основание думать, что основная причина этого эффекта — в большей привычности к шрифтам с засечками. Как правило, в печатных работах, таких как газеты и книги, применяются шрифты с засечками, по крайней мере, в основном тексте. Веб-сайты могут не задавать шрифт и использовать пользовательские настройки браузера. Но те из них, которые задают шрифт, обычно применяют шрифты без засечек, потому что, в отличие от печатных материалов, на компьютерных экранах с низким разрешением форма засечки плохо воспроизводится.

### Пропорции

Пропорциональный и моноширинный шрифты

Пропорциональный шрифт отображает символы разной ширины, тогда как непропорциональный, или моноширинный, шрифт отображает символы, размещенные на кегельных площадках постоянной фиксированной ширины. Любые две строки текста с одинаковым числом символов при использовании моноширинного шрифта должны отображаться имеющими одинаковую ширину, тогда как при использовании пропорционального шрифта те же две строки могут иметь совершенно разную ширину. Это происходит из-за того, что в последнем случае широкие символы (такие как буквы А, К, Ш, М, О) требуют больше места, чем узкие (такие как р, у, л, ь, и 1).
Большинство людей находит пропорциональные шрифты более привлекательными и удобочитаемыми, и поэтому эти шрифты чаще всего применяются в профессионально изданных печатных материалах. По той же причине программы с графическим интерфейсом (такие как текстовые процессоры и браузеры) обычно используют пропорциональные шрифты. Однако многие пропорциональные шрифты содержат цифры фиксированной ширины, так что, например, колонки чисел остаются выровненными.
Моноширинные шрифты лучше подходят для некоторых целей, поскольку их знаки выстраиваются в чёткие, ровные колонки. Большинство ручных пишущих машинок и алфавитно-цифровых компьютерных дисплеев использует моноширинные шрифты. В большинстве компьютерных программ, у которых имеется только текстовый интерфейс[прояснить] (например, эмуляторы терминала), так же применяются только моноширинные шрифты. Для правильного отображения ASCII art обычно требуется моноширинный шрифт. На веб-страницах теги HTML &lt;tt&gt; &lt;/tt&gt; или &lt;pre&gt; &lt;/pre&gt; чаще всего задают моноширинные шрифты. В LaTeX среда verbatim использует моноширинные шрифты. Программисты, как правило, предпочитают моноширинные шрифты при редактировании исходного кода. В издательском деле редакторы читают рукописи, набранные моноширинными шрифтами для облегчения редактирования, и присылать рукописи, набранные пропорциональным шрифтом, считается плохим тоном.

## Классификация шрифтов

### Классификация шрифтов поГОСТ 3489
1. Группа рублёных шрифтов. В эту группу входят гарнитуры, не имеющие засечек, например: Журнальная рублёная, Древняя, Плакатная, Букварная.
2. Группа шрифтов с едва наметившимися засечками. Сюда входят гарнитуры, концы штрихов которых немного утолщены, например Октябрьская.
3. Группа медиевальных шрифтов. Это наиболее полная группа шрифтов. Засечки шрифтов, входящих в эту группу, плавно сопрягаются с основными штрихами и, как правило, строятся как дуги окружностей. Примеры гарнитур этой группы: Литературная, Банниковская, Лазурского, Таймс.
4. Группа обыкновенных шрифтов. Шрифты этой группы имеют ярко выраженный контраст и длинные тонкие прямые засечки, соединяющиеся с основными штрихами под прямым углом. Пример: Обыкновенная новая, Елизаветинская, Бодони.
5. Группа брусковых шрифтов. Контраст в этих шрифтах отсутствует или малозаметен, утолщённые прямые засечки соединяются с основными штрихами под прямым углом. Примеры: Брусковая газетная, Балтика.
6. Группа новых малоконтрастных шрифтов. Как правило, шрифты этой группы, которые характеризуют длинные закруглённые засечки, мягко сопрягающиеся с основными штрихами, используются при наборе большого количества текста, в книгах и газетах. Примеры: Новая газетная, Школьная, Бажановская, Журнальная, Академическая.
7. Группа дополнительных шрифтов. В эту группу входят все шрифты, которые нельзя отнести ни к одной из остальных групп. Например, рукописные гарнитуры, такие как Жихаревская.

### Классификация на основе системы Максимилиана Вокса
1. Humanes (венецианская антиква)
2. Garaldes (антиква старого стиля)
3. Réales (переходная антиква)
4. Didones (антиква нового стиля)
5. Insises (шрифты, имитирующие надписи на камне)
6. Linéales (гротески)
7. Mécanes (брусковые шрифты)
8. Manuaires (каллиграфические шрифты)
9. Scriptes (рукописные)

### Классификация компанииПаратайп
1. Антиква
  1. Старого стиля (например: Гарамон)
  2. Переходная (например: Нью Баскервиль)
  3. Нового стиля (например: Бодони)
2. Гротески
  1. Старые гротески (например: Franklin Gothic)
  2. Новые гротески (например: Гельветика)
  3. Геометрические (например: Футура)
  4. Гуманистические (например: Myriad)
  5. Антиква-гротески
  6. Прочие
3. Акцидентные (Исторические стили, Декоративные, Машинописные, Компьютерные, Экспериментальные, Прочие)
4. Рукописные (Широкое перо, Острое перо, Кисть, Монолинейные, Имитация почерка, Прочие)
5. Готические (Текстура, Швабахер, Ротунда, Фрактура, Унциал, Прочие)
6. Старославянские (Устав, Полуустав, Скоропись, Прочие)
7. Символьные

## Разработка и история шрифтов
Шрифты создаются художниками в соответствии:
- с образным замыслом;
- с требованиями единства стиля и графической композиции;
- с конкретными смысловыми и художественно-декоративными задачами;
- с прикладными задачами.

Рисунок первых типографских шрифтов создавался на основе рукописных шрифтов, например, рукописного полуустава — русский, готического шрифта (готического письма) — латинский шрифт.
Также существует особый шрифт — шрифт Брайля для слепых.

## Шрифтовое дело в Российской Федерации
До революции в Россию импортировались зарубежные матрицы шрифтов. Новые шрифты в СССР не создавались до середины 1930-х. Отдельно издавались образцы и каталоги шрифтов.
30.07.1930 для централизации издательского дела был создан ОГИЗ.
В 1936 г. в НИИ Наркомместпрома была создана одна из первых в СССР гарнитур, но вскоре её матрицы были сняты с производства.
С 5.05.1931 по 1938 существовал НИИ полиграфической и издательской промышленности (НИИПП). С 1938 г. стал называться НИИ полиграфической и издательской техники (НИИПИТ). При НИИПИТ в 1938 г. была создана Лаборатория шрифта, в которой объединились группы специалистов из НИИПИТ и НИИ Наркомата местной промышленности (Наркомместпрома). В марте 1946 г. при НИИ полиграфического машиностроения было создано Бюро по разработке новых рисунков шрифтов, затем ставшее Отделом новых шрифтов и затем Отделом наборных шрифтов (ОНШ). ОНШ работал до 1993 г. Планово разработкой шрифтов занимались в Лаборатории шрифта и затем в ОНШ — это был единственный и официальный производитель шрифтов в СССР в 1938—1993 гг. За годы существования отдела было разработано около 80 гарнитур.
В типографиях СССР применялись гарнитуры из ассортимента, который регламентировался стандартами. В феврале 1930 г. был принят ОСТ 1337, с июля 1947 г. его заменил ГОСТ 3489. ГОСТ 3489 установил официальную классификацию шрифтов.
Шрифт одной гарнитуры, начертания и кегля назывался гарнитуро-кеглем.
После упразднения ОНШ многие работавшие в нём дизайнеры (6 человек) перешли в совместное российско-американское предприятие ParaGraph. Трое из них вскоре уволились из-за низкой заработной платы.
Проектированием кириллических шрифтов в России занимаются несколько компаний, наиболее известными из которых являются ParaType (бывшее подразделение компании ParaGraph, образовавшееся в 1998 году после покупки в 1997 году ParaGraph американской компанией Silicon Graphics и сокращения сотрудников шрифтового отдела) и студия Letterhead (основана в 1998 году). Также созданием и продажей собственных шрифтов занимается Студия Лебедева. Помимо них, созданием шрифтов также занимаются многие дизайнеры-одиночки, не входящие в штат шрифтовых компаний, например Илья Рудерман (Гротеск Большого Города, Permian), Александра Королькова (Leksa и Leksa Sans), Джованни Лемонад (Проект бесплатных шрифтов, шрифт Bender, Fontin Sans) и многие другие, чьи работы можно найти и приобрести на MyFonts или в других магазинах и на сайте авторов.
Утёкшая в конце 1990-х годов шрифтовая библиотека ParaType является основным содержимым большинства контрафактных сборников.

## Интеллектуальная собственность
Гарнитуры рождаются из борьбы между правилами и результатами. Сжимание квадрата примерно на 1% помогает ему больше походить на квадрат; чтобы выглядеть той же высоты, что и у квадрата, круг должен быть заметно более высоким. Два штриха в X не одинаковой толщины, не параллельны фактически и их параллельные края; основные вертикали строчного алфавита тоньше, чем те же у его заглавных; верхний выносной элемент у d не такой же длины, как нижний выносной элемент у p, и так далее. Для рационального мышления дизайн шрифтов может казаться сводящей с ума игрой в рисование вещей по-разному, чтобы сделать их выглядящими одинаково.

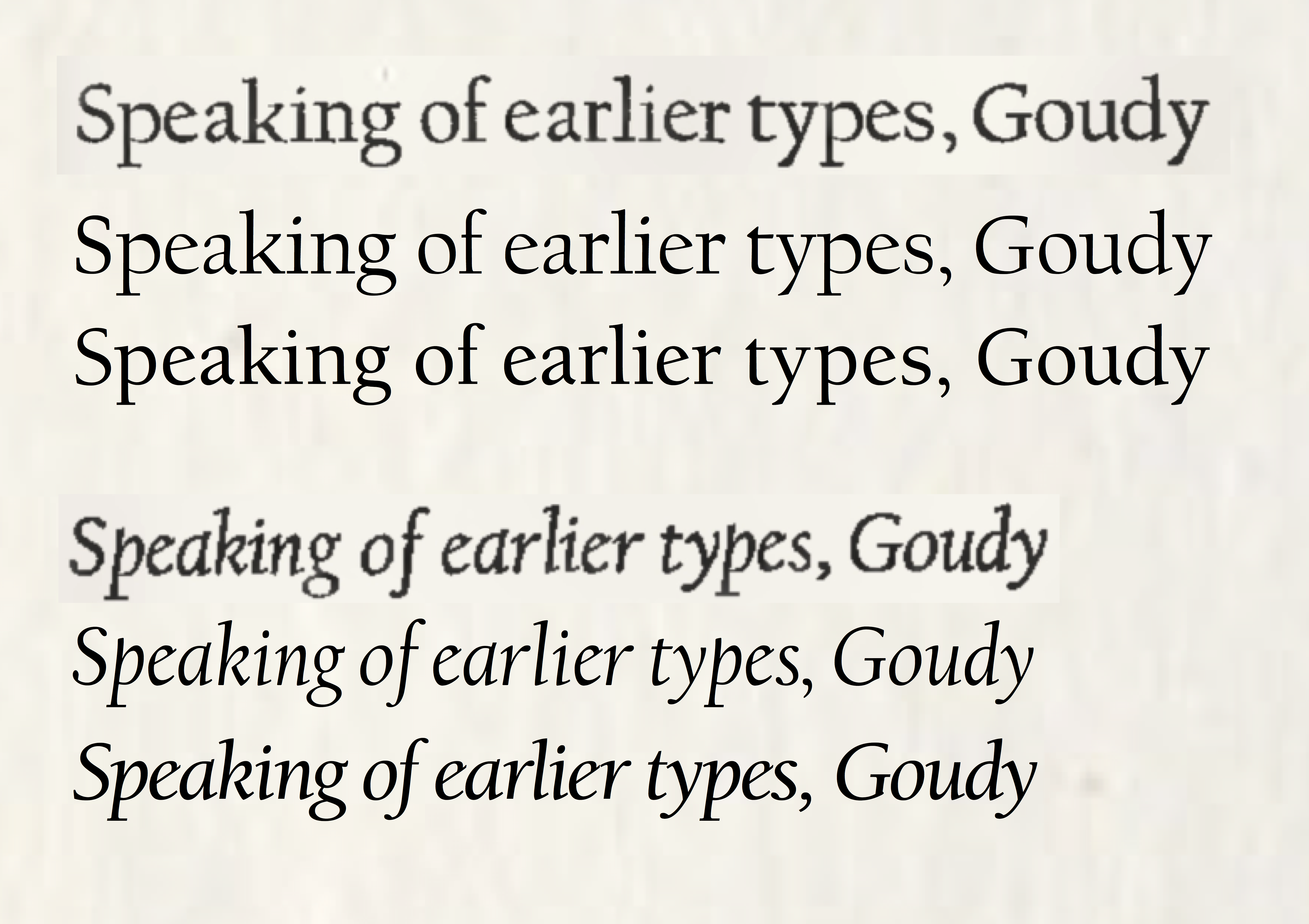
Металлический шрифт University of California Old Style, созданный Фредериком Гауди с двумя альтернативными его цифровыми возрождениями. Можно увидеть, что у второго более равномерный тон с меньшим контрастом ширины штриха

В деле Eltra Corp. против Рингер Апелляционный суд четвёртого округа США постановил, что дизайны гарнитур не являются объектом авторского права. Однако, в США новые и не явно похожие дизайны гарнитур являются объектом защиты через патенты на дизайн. Цифровые шрифты, которые воплощают конкретный дизайн, часто являются объектом авторского права как компьютерные программы.:168 Названия гарнитур могут охраняться товарным знаком. Как результат всех этих различных мер правовой защиты, иногда один и тот же шрифт существует во множестве названий и исполнений.
Некоторые элементы программных движков, используемых для отображения шрифтов на компьютерах, имеют или имели сопутствующие патенты на их программное обеспечение. В частности, Apple запатентовала хинтинг TrueType-файлов через байт-код шрифта, из-за чего альтернативам с открытым исходным кодом, таким как FreeType, требовалось использовать другой алгоритм, пока у патентов Apple на хинтинг TrueType не истек срок действия в мае 2010 года.
Хотя дизайн гарнитуры не является объектом авторского права в США в соответствии с Законом об авторском праве 1976 года, Окружной суд США по Северному судебному округу штата Калифорния в деле Adobe Systems Inc. против Southern Software Inc. (No. C95-20710 RMW, N.D. Cal. 30.01.1998) констатировал, что в размещении точек на контурной линии компьютерного шрифта была оригинальность объекта авторского права; т.е., поскольку данная линия контура может выражаться во множестве способов, конкретный выбор и расположение точек обладают достаточной оригинальностью чтобы подходить под авторское право.
Некоторые западные страны, включая Великобританию, распространяют на дизайны гарнитур защиту авторского права.:169 Однако это не влияет на защищённость на территории США, поскольку все основные договоры и соглашения об авторском праве, в которых одной из сторон являются США (такие как Бернская конвенция, Договор ВОИС по авторскому праву и ТРИПС), действуют в по принципу национального режима, по которому страна обязана предоставить не большую или не меньшую защиту для работ из других стран, чем она предоставляет произведённым внутри страны работам.
В России правовой вакуум с наследием советской интеллектуальной собственности вкупе с отсутствием отдельного правового регулирования шрифтов создали противоположную ситуацию, когда у всех гарнитур есть защита авторским правом и по действующему законодательству за них могут взимать плату. По данным российского юридического бюро Юрьева, как минимум 99 юридических угроз от студии дизайна Лебедева были об использовании в России изготовленных студией гарнитур без оплаты.